# Torneio Viña del Mar de 1976

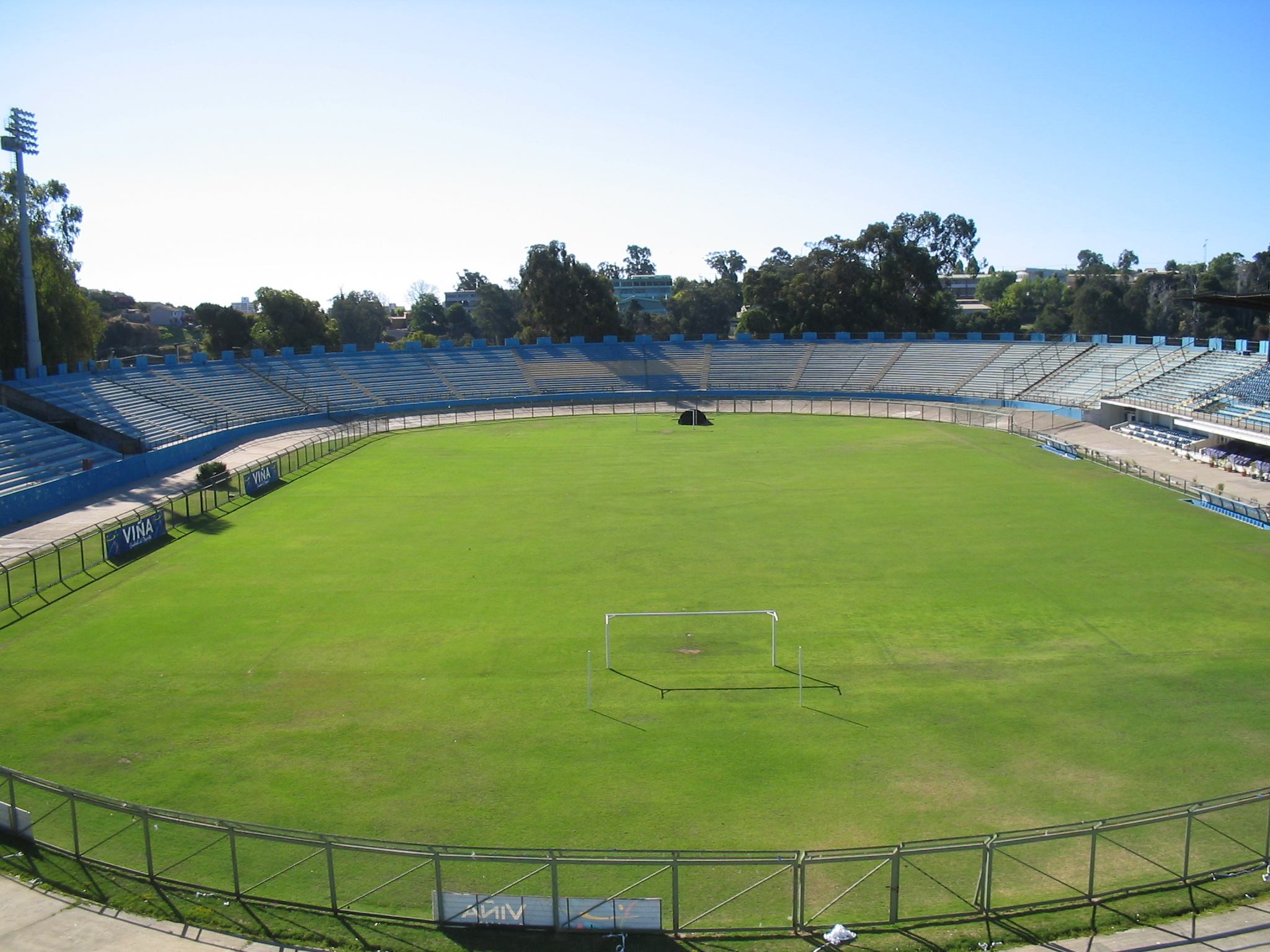
Estádio Sausalito, antes de sua reconstrução.

o Torneio Viña del Mar de 1976 foi uma competição de futebol amistosa disputada na cidade de Viña del Mar, no Chile, organizada pelo Everton de Viña del Mar, com todas as partidas realizadas no Estádio Sausalito, tendo sido campeão o Fluminense e contado também com a participação do Unión Española, de Santiago. A partida que definiu o título foi muito violenta, tendo tido inclusive briga generalizada no início do Segundo Tempo.

## Participantes
- Everton de Viña del Mar
- Fluminense
- Unión Española

## Partidas
17 de fevereiro

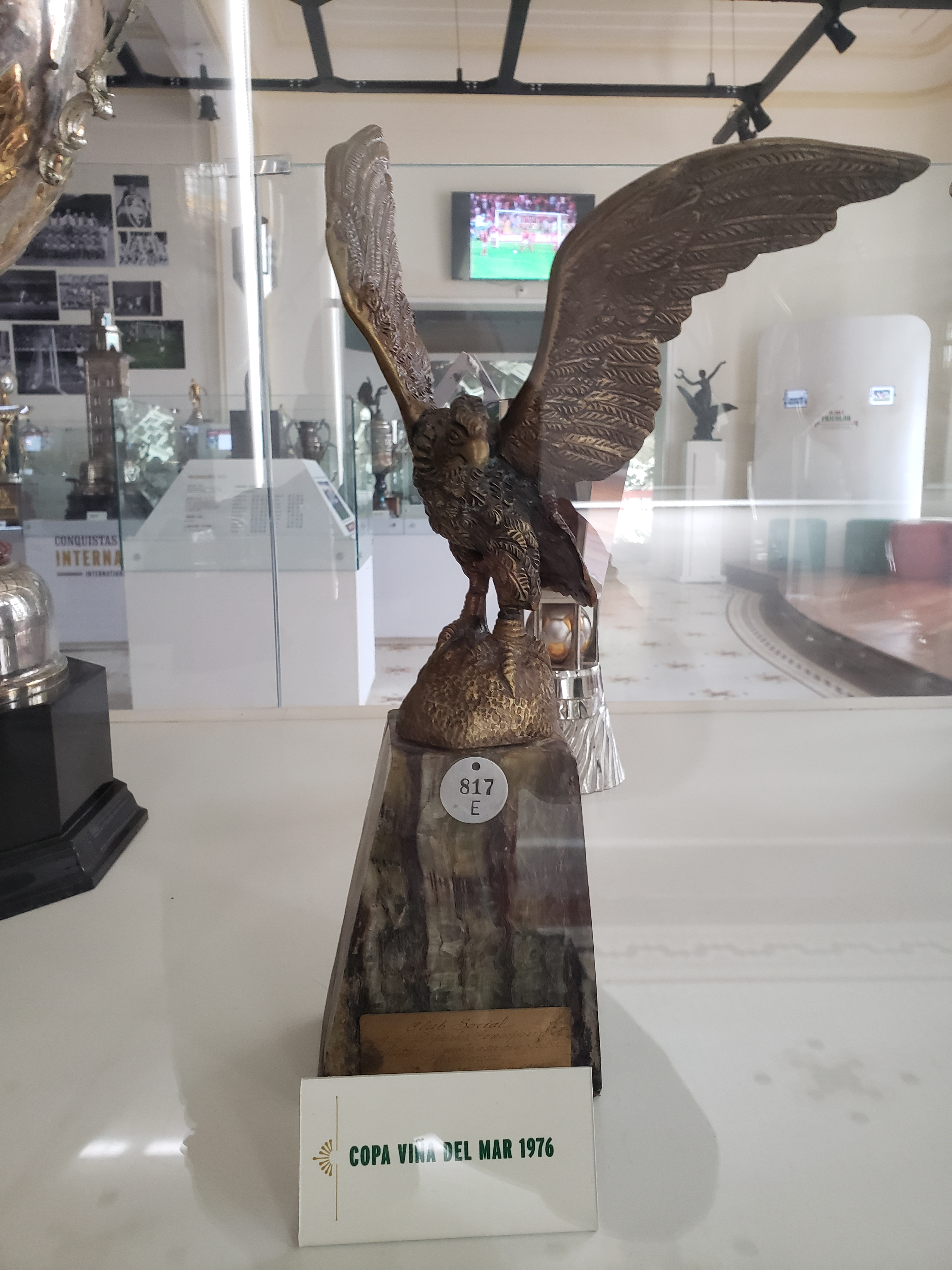
Copa Viña del Mar de 1976

- Everton 0–1 Unión Española - público: 21.116

19 de fevereiro
- Unión Española 0–1 Fluminense - público: 15.711

21 de fevereiro
- Everton 0–0 Fluminense - público: 18.281

## Classificação final
| Pos | Equipe         | PJ | PG | PE | PP | GF | GC | Dif | Pts |
| --- | -------------- | -- | -- | -- | -- | -- | -- | --- | --- |
| 1   | Fluminense     | 2  | 1  | 1  | 0  | 1  | 0  | 1   | 3   |
| 2   | Unión Española | 2  | 1  | 0  | 1  | 1  | 1  | 0   | 2   |
| 3   | Everton        | 2  | 0  | 1  | 1  | 0  | 1  | -1  | 1   |

Pos = Posição; PJ = Partidas jogadas; PG = Partidos ganhas; PE = Partidas empatadas; PP = Partidas perdidas; GF = Gols a favor; GC = Gols contra; Dif = Diferença de gols; Pts = Pontos ganhos
|  | Campeão |

| Torneio Viña del Mar de 1976 |
| ---------------------------- |
| Fluminense Campeão Invicto   |